# Keita Saitō
Keita Saitō (齋藤 恵太 Saitō Keita?, Miyagi, 31 de marzo de 1993) es un futbolista japonés que juega como delantero en el Tochigi City F. C.

## Trayectoria

### Clubes
| Club                           | País  | Año       |
| ------------------------------ | ----- | --------- |
| Fukushima United F. C.         | Japón | 2015      |
| Roasso Kumamoto                | Japón | 2016-2017 |
| Mito HollyHock                 | Japón | 2017-2019 |
| A. C. Nagano Parceiro (cedido) | Japón | 2019      |
| Blaublitz Akita                | Japón | 2020-2023 |
| Fagiano Okayama                | Japón | 2024-     |
| Tochigi City F. C. (cedido)    | Japón | 2025-     |